# Jack Walton (Fußballspieler)
Jack James Walton (* 23. April 1998 in Bury) ist ein englischer Fußballtorhüter, der bei Luton Town unter Vertrag steht.

## Karriere
Jack Walton begann seine Karriere in der Jugendakademie der Bolton Wanderers, bevor er im Jahr 2013 als 15-Jähriger zum FC Barnsley wechselte. In der Saison 2014/15 wurde Walton zum Academy-Spieler des Jahres ernannt. Im August 2015 unterzeichnete er seinen ersten Profivertrag mit dem Verein über drei Jahre. Am 25. Januar 2016 wurde Walton im Rahmen einer 28-tägigen Jugendleihe an Stalybridge Celtic in der National League North ausgeliehen. Sein Debüt gab er am selben Tag bei einem torlosen Unentschieden gegen Curzon Ashton. Walton kehrte im September 2017 für einen Monat zu Stalybridge Celtic zurück, in dem er acht Mal spielte und dreimal ohne Gegentor blieb. Im Januar 2018 wurde er für den Rest der Saison erneut nach Stalybridge verliehen, wurde jedoch im März zurückberufen und saß für ein Meisterschaftsspiel daheim gegen den FC Millwall auf der Bank. Er kehrte kurz nach Stalybridge zurück, bevor er am 24. April 2018 sein Debüt für Barnsley in der EFL Championship bei einer 0:3-Niederlage gegen Nottingham Forest gab. Er spielte im Laufe der Saison 2017/18, die mit dem Abstieg in die dritte Liga endete, noch zweimal und blieb beim 2:0-Sieg über Brentford ohne Gegentor. Nach dem Abstieg unterzeichnete Walton im Juli 2018 eine zweijährige Vertragsverlängerung in Barnsley. In der Drittligasaison 2018/19 war er hinter Adam Davies zweiter Torhüter. Nachdem der direkte Wiederaufstieg und der Klassenerhalt in der folgenden Zweitligasaison gelungen war, verlängerte Walton im August 2020 seinen Vertrag um drei weitere Jahre. In der Saison 2020/21 absolvierte er mit 24 Einsätzen die meisten in einer Spielzeit. Danach verlor seinen Platz im Tor an Bradley Collins. 2022 folgte ein erneuter Abstieg in die dritte Liga. Der direkte Wiederaufstieg wurde im Play-off-Finale gegen Sheffield Wednesday verpasst. 
Am 30. Januar 2023 wechselte Walton für eine nicht genannte Ablösesumme zum englischen Zweitligisten Luton Town. Lutons Saison gipfelte im Aufstieg in die Premier League, Walton kam jedoch nicht zum Einsatz hinter Ethan Horvath und stand auch nur zweimal im Spieltagskader.
Ab Juli 2023 wechselte Walton bis zum Ende der Saison 2023/24 auf Leihbasis zum schottischen Zweitligisten Dundee United. Als Meister der Scottish Championship mit der besten Abwehr der Liga stieg Dundee am Ende der Saison auf. Walton kam dabei als Stammtorhüter auf alle 36 Ligaspiele und blieb 19-mal ohne Gegentor. Am 26. Juni 2024 kehrte Walton nach einer erfolgreichen Leihe in der vergangenen Saison nach Dundee zurück.